# Ornithoptera goliath
Ornithoptera goliath is een vlinder uit de familie van de pages (Papilionidae).

## Kenmerken
De spanwijdte van het vrouwtje bedraagt ongeveer 21 cm, waarmee deze vlinder de op een na grootste dagvlinder is. De grootste is Ornithoptera alexandrae met 28 cm.

## Verspreiding en leefgebied
De vlinder komt voor op de Molukken en in Nieuw-Guinea in tropische regenwouden in bergachtige streken op hoogten van 500 tot 1500 meter.

## Waardplanten
De waardplanten zijn Aristolochia-soorten. 